# 김인석 (축구 선수)
김인석(한국 한자: 金仁錫, 1992년 4월 23일 ~ )은 대한민국의 전 축구 선수이며, 포지션은 골키퍼였다.